# Juan María Sibalaume

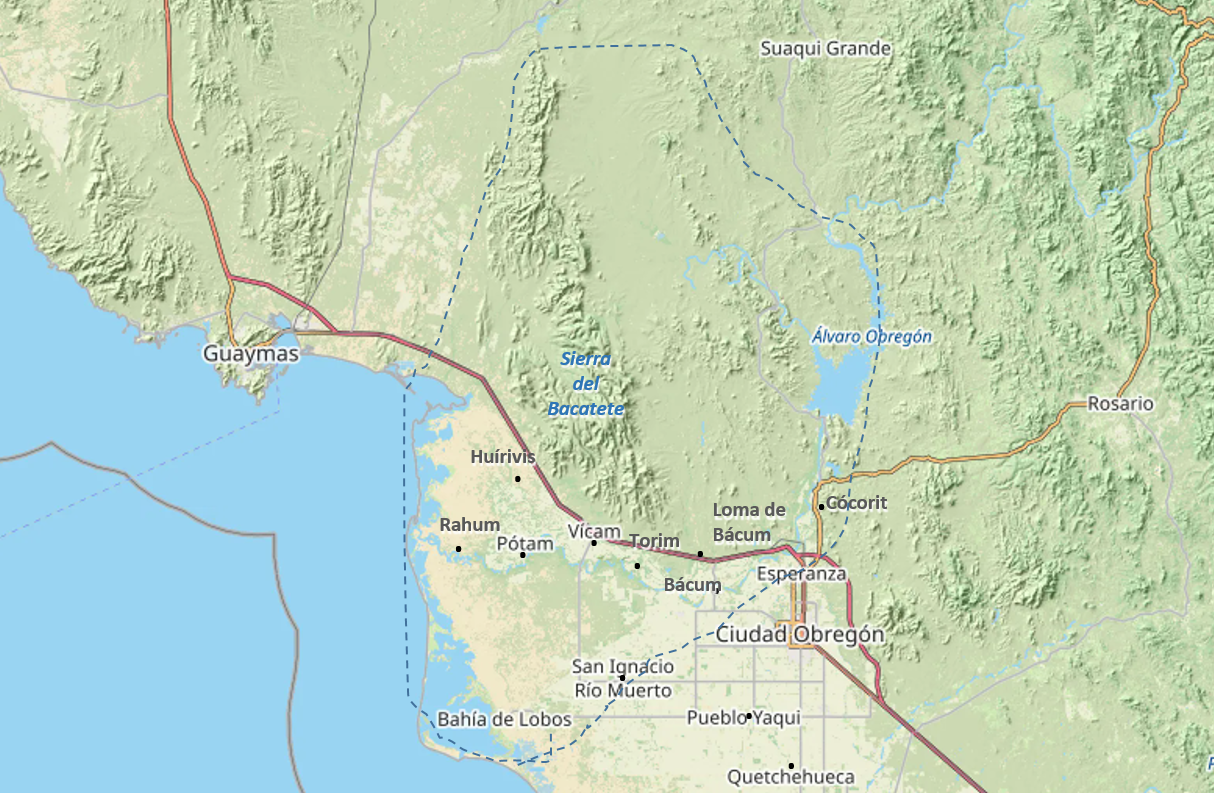
Nación Yaqui

Juan María Sibalaume (¿?-20 de abril de 1918, Sierra del Bacatete, Sonora) o Felipe Sierra, más conocido como “Sibalaume” o “El Indómito”, fue un yaqui, militar y líder de su etnia, que se rebeló contra el gobierno en defensa de la autodeterminación del pueblo yaqui desde el gobierno porfirista, Madero, Huerta y asesinado por las fuerzas revolucionarias durante la presidencia de Venustiano Carranza. También es nombrado como Juan José, JJ o José María.

## En el Porfiriato
En el 15 de julio de 1901, en la batalla de Mazacoba, las fuerzas federales derrotan de los yaquis, lo que marca la muerte y fin del ciclo del 4.º  líder yaqui Juan Maldonado, "Tetabiate" que fue sepultado en el corazón del Bacatete, en el cuartel general de sublevaciones yaquis por lo que, a la muerte del caudillo, la responsabilidad recae en Juan María Sibalaume, como general de las fuerzas yaquis sublevadas en la sierra.

En 1901 se marca como el inicio de la deportación de yaquis a las haciendas henequeneras de Yucatán. En 1908 continuaban deportando yaquis al precio de $65 pesos, por hombres, mujeres o niños, de los cuales $10 eran para el coronel Francisco B. Cruz, quien se encargaba de deportar a los yaquis y que a su vez dijo:
“Estos yaquis se venden en Yucatán a sesenta y cinco pesos por cabeza; hombres, mujeres y niños. ¿Quién recibe el dinero? Bueno, diez pesos son para mí en pago de mis servicios; el resto va a la Secretaría de Guerra”.
Ante esta amenaza algunos yaquis se refugiaban en la sierra de Bacatete, desde ahí los líderes yaquis y posteriores Gral. Luis Matus, el Gral. Ignacio Mori Seamo y Sibalaume intentaron reorganizar una defensa yaqui mediante la guerra de guerrillas, pero resultó muy complicado por la fragmentación de la comunidad yaqui.
En 1908, el político y artista sonorense Adolfo de la Huerta solicitó encontrarse con el general Sibalaume quien lo llegó a encontrar y venía al frente de 800 hombres. De la Huerta llegó con el general Carlos Plank los cuales hicieron con ellos una caminata al pueblo de Ortiz. Ante la amenaza de los yaquis, los federales evacuaron la plaza con satisfacción de De la Huerta quien evito el enfrentamiento pues los indios quisieron perseguir a los fugitivos federales, pero Adolfo distrajo a Sibalaume y a su gente.
En 1909, los yaquis estaban separados en dos grupos: el primero, que comprendía alrededor de 600 hombres, se refugió en la sierra con los jefes Ignacio Mori, Luis Matus y (Gral.) Luis Espinoza, Sibalaume y sus hombres que eran alrededor de 500, no abandonaron las montañas y rehusaron siempre cualquier compromiso con las autoridades gubernamentales. Todos juntos representaban la estructura organizada de la sierra, la semilla que fuera el origen de la rebelión endémica que persistió a lo largo de la Revolución. Desde entonces se alababan la pureza y dureza de carácter de Sibalaume y el papel que desempeñó entonces. Sibalaume exigía al gobierno federal el regreso de todos los yaquis deportados a las distintas regiones del país.

## En la Revolución Mexicana
En 1910, cuando estalla la Revolución Mexicana, se formaron tres partidos yaquis: los pacíficos, los a favor de Porfirio Díaz y a favor de Madero. Entre ellos estaban los líderes yaquis Luis Bule, Lino Morales Espinoza, Luis Matus, Mori y Sibalaume, quienes no abandonaron la sierra del Bacatete y permanecieron firmes en su posicionamiento de recuperar todo su territorio hasta expulsar a los yoris de él. El 1910 Sibalaume, se unió a la fracción Maderista con 500 hombres contra el ejército federal.
El gobernador José María Maytorena ofreció la paz a Sibalaume, pero éste la rechazó. A principios de 1912 José María comandó un grupo de 200 guerreros, realizó algunas operaciones de rebeldía en La Providencia, Tres Jitos y Mápoli, también atacó la población de Huíribis y algunas haciendas del Valle de Guaymas. Sibalaume, declaró: “Río libre y fuera los blancos”, y a la cabeza de 200 indios armados, declaró que mataría a todos los blancos antes de aceptar cualquier tratado de paz. Un poco después hubo escisión entre los jefes yaquis. 
En 1913, Felipe Sierra se declaró en rebeldía en contra del presidente Victoriano Huerta y combatió junto con otros líderes yaquis (Luis Espinosa, Luis Matus e Ignacio Mori), al frente de unos 500 yaquis; aunque en un principio actuó en consonancia con el constitucionalismo, pronto volvió a su distintiva rebeldía e independencia, tomaron los pueblos de Potam, Cócorit y Torim, deslindándose de cualquier autoridad, luego atacaron la hacienda de Cruz Piedra.

De la Huerta siguió en contacto con Sibalaume quien se volvió a encontrar con él, para hablar con Ignacio L. Pesqueira, y quedaron en “darle una manita” en la primera batalla que se presentara, que fue la Batalla de Santa María cerca de Guaymas en 1913, ya que los yaquis no habían dejado de estar en rebelión abierta, y para procurarse armas ofrecían refugio a los soldados del ejército federal. Pero cuando las fuerzas federales se replegaron en Guaymas, parte de los indios abandonó la sierra y se situó a proximidad del frente. Álvaro Obregón propuso al Luis Matus:
“Luchar por la Revolución, ofreciéndole que si tal hace, al triunfo de la causa se recompensará a los yaquis restituyéndoles su territorio y su libertad perdidos”.
El asunto era de consideración porque los yaquis broncos, que tenían gran conocimiento del terreno, eran más de dos mil (1600 de Mori, Matus y Espinosa y 500 de Sibalaume). Sibalaume, siempre conservó la actitud amenazadora: sus hombres se encargaban de detener a los soldados del ejército federal que escapaban a la sierra, lo que les permitía proveerse de armas.
Lo que condujo en 1915 a los jefes rebeldes incluyendo a Sibalaume, a cooperar con los constitucionalistas, era el odio hacia el ejército federal más que las promesas de Obregón, el apoyo de grupos yaquis al bando constitucionalista, representados por Ignacio Mori y Sibalaume, se unieron a los contingentes obregonistas de Fructuoso Méndez, integrándose alrededor de 741 elementos.
Poco después Sibalaume atacó a personal de la compañía estadounidense Richardos Construction y en julio del mismo año, atacó y saqueó numerosos comercios chinos en Guaymas. Sibalaume en 1917 continuaba en armas.
El 2 de enero de 1918, Sibalaume y su gente atacaron y descarrilaron un tren a la altura de Agua Salada, asesinando prácticamente a todos los pasajeros. Esto provocó que el gobernador Plutarco Elías Calles (1918-1919) intensificara la campaña militar en su contra.
Felipe falleció en combate contra tropas federales, al mando del general Arnulfo R. Gómez, quienes enfrentaban a los indios yaquis en la sierra de Bacatete, Sonora. Fe inhumado en la sierra del Bacatete al igual que Tetabiate. Su tumba es un montón de piedras sin epitafio. Fue sucedido por Luis Matus, Luis Espinoza e Ignacio Mori.

## Reconocimientos
Un año después el nombre de Sibalaume, fue utilizado por Álvaro Obregón como seudónimo en su campaña política, en varias cartas a directores de periódicos como El Liberal fechada el 1 de agosto de 1919, el monitor, y otras. 
Un libro con la historia de Sibalaume es contada por su nieto, el escritor Santos García Wikit.